# Вековищев, Михаил Дмитриевич
Михаил Дмитриевич Вековищев (род. 5 августа 1998, Обнинск, Калужская область) — российский пловец, серебряный призер Олимпийских игр 2020 года, многократный призёр чемпионатов мира и неоднократный чемпион Европы в эстафетном плавании, двукратный чемпион мира по плаванию на короткой воде. Заслуженный мастер спорта России.

## Биография
Представляет Калужскую область. Тренируется в родном городе Обнинске, тренер Сергей Загацкий. Приказом министра спорта № 83-нг от 06 июля 2014 года был удостоен спортивного звания «Мастер спорта России».
В 2015 году участвовал в Европейских играх. Выступал на дистанциях 50, 100 и 200 метров баттерфляем, но не попал в финальные заплывы.
В июле 2016 года на чемпионате Европы среди юниоров завоевал два золота: в микст-эстафете 4×100 метров вольным стилем и мужской эстафете 4×100 метров вольным стилем, а также два серебра: в эстафете 4×200 метров вольным стилем и комбинированной эстафете 4×100 метров.
В декабре 2016 года на чемпионате мира по плаванию на короткой воде стал двукратным чемпионом в эстафете вольным стилем: на дистанциях 100 и 200 метров.
В 25-метровом бассейне, на чемпионате Европы в декабре 2019 года, россиянин стал бронзовым призёром на дистанции 200 метров вольным стилем, показав время 1:41,52 и уступив победителю Данасу Рапшису 0,40 секунды. На дистанции 100 метров баттерфляем он завоевал серебряную медаль.
В мае 2021 года на чемпионате Европы по водным видам спорта, который состоялся в Будапеште, Михаил завоевал золотые медали в эстафетах 4 по 100 и 4 по 200 метров вольным стилем, став шестикратным чемпионом Европы.

## Награды
- Медаль ордена «За заслуги перед Отечеством» I степени (11 августа 2021 года) — за большой вклад в развитие отечественного спорта, высокие спортивные достижения, волю к победе, стойкость и целеустремленность, проявленные на Играх XXXII Олимпиады 2020 года в городе Токио (Япония)[7].